# Патрово (Псковський район)
Патрово (рос. Патрово) — присілок в Псковському районі Псковської області Російської Федерації.
Населення становить 23 особи. Входить до складу муніципального утворення Торошинська волость.

## Історія
Від 2015 року входить до складу муніципального утворення Торошинська волость.

## Населення
| 2001 | 2002 | 2010 |
| ---- | ---- | ---- |
| 24   | ↗29  | ↘23  |